# Pandora Dreams
Pandora Dreams (Anchorage, Alaska; 15 de agosto de 1982) es una actriz pornográfica estadounidense.

## Carrera artística
Pandora Dreams empezó en el mundo del cine para adultos en el año 2004, y su corta carrera, que abandonó momentáneamente a principios de 2007, ha estado sin embargo jalonada por más de 40 películas, varias de ellas como protagonista absoluta.
Las características principales de sus actuaciones están marcadas por un papel en concreto: el de la chica ingenua y poco experimentada que se deja llevar y va divirtiéndose con sus descubrimientos en el terreno sexual. Suele excitar a sus compañeros de reparto con una masturbación con los pechos, pero es más corriente que aparezcan en sus actuaciones el sexo oral y sobre todo el vaginal. Se conocen pocas escenas suyas de sexo anal; sin embargo, la de la película Big Wet Asses 4 (2004) es la más conocida de las que ha rodado. Sus escenas suelen terminar con eyaculaciones en el rostro, la boca o los pechos. Es corriente también que comente luego, con su carácter risueño, las sensaciones que le ha provocado la escena. En algunas ocasiones ha sido la protagonista absoluta de la película, como en Pandora Dreams aka Filthy Whore (2004).
Entre sus escenas mejores destacan: los 30 minutos de Super Naturals, con Chris Charming, en la que realiza una felación de las mejores de los últimos tiempos; y su actuación en Pandora's first facial, con ese personaje ingenuo antes aludido.